# Хайфон Катби (аэропорт)
Международный аэропорт Катби (вьет. Sân bay Quốc tế Cát Bi, ИАТА: HPH, ИКАО: VVCI) — коммерческий аэропорт Вьетнама, расположенный в городе Хайфон.